# 단석괴
단석괴(檀石槐, 136~181)는 중국 동한(東漢) 시기에 살았던 선비족(鮮卑族) 수령 중 한 명이다.

## 생애

### 초기
단석괴는 투록후(投鹿侯)의 아내와 다른 사람 사이에서 태어난 아들이었다. 투록후는 3년 동안 흉노(匈奴)의 군중에 머물러 있을 때에 그의 아내는 집에서 단석괴를 낳았다. 투록후가 돌아온 후, 단석괴가 자기 아들이 아니라는 것을 알고는 그를 죽이려 했다. 아내는 이전에 낮에 외출했다가 천둥소리를 듣고 '하늘을 우러러 보니 우박이 입 속으로 들어와서(仰天視而雹入其口)' 그것을 입으로 삼킨 후에 임신하였으니, '이 아이는 분명 특별한 아이이기에 각별히 잘 돌봐야 한다(此子必有奇異, 且宜長視)'고 말했다. 투록후는 믿지 않았지만 단석괴를 죽이지 않았고 대신 버리려 하였으며, 아내는 몰래 단석괴를 친정에 보내어 길렀다.
14~5세에 이르러 단석괴는 '건장하고 지략이 있었으며(勇健有智略), 후에 부락에서 '대인(大人)' 즉 수령으로 추대되었으며, 오늘날 산서성(山西省) 양고현(陽高縣) 북쪽 300여 리(里)에 위치한 탄한산(彈汗山) 철구수(歠仇水) 가에 조정을 세웠다.
단석괴의 병사는 강하고 말은 건장하였으며, 동부(東部)와 서부(西部)의 대인들이 모두 그에게 귀부하였다. 남으로는 한(漢)과의 경계 지역을 약탈하였고, 북으로는 정령(丁零)에 맞서 싸웠으며, 동으로는 부여(夫餘)를 무찌르고, 서로는 오손(烏孫)을 격파하였다. 그리고 흉노(匈奴)가 이전에 거주하던 지역을 점거하였다. 동서로 14,000여리, 남북으로 7,000여리였으며 산천, 수택(水澤), 염지(鹽池)로 가득하였다고 전한다.

### 후한 환제 영제 시기 활동
한 환제(漢桓帝) 영수(永壽) 2년(156) 가을, 단석괴는 3~4천의 기병을 이끌고 한 운중군(雲中郡)을 침공하였다. 연희(延熹) 원년(158), 선비는 다시 한의 북변을 침공하였고, 이후에도 여러 차례 한의 변경을 침공했다. 한은 화친(和親)을 통해 변방의 우환을 해결하려 하였으며, 사신을 보내어 인수(印綬)를 가지고 가서 단석괴를 왕(王)으로 봉하고자 하였으나 단석괴는 거부하였으며, 한의 침공이 더욱 격해졌다.
또한 단석괴는 그 땅을 세 부(部)로 나누어, 우북평(右北平)에서 동쪽으로 요동군(遼東郡)까지 이르며, 부여, 예맥(濊貊)과 접하는 20여 개의 읍(邑)을 동부(東部)라고 하였으며, 우북평에서 서쪽으로 상곡군(上谷郡)까지 10여 개의 읍을 중부(中部)라고 하였으며, 상곡군에서 서쪽으로 돈황(敦煌)과 오손(烏孫)의 20여개 읍을 서부(西部)라고 하였다. 각 부에 대인(大人)을 두어 통치하게 하였다. 모두 단석괴에게 예속되었다.
한 영제(漢靈帝)가 즉위한 이후, 유주(幽州), 병주(并州), 양주(涼州)의 변경 여러 군에는 매년 선비에게 약탈당하였고, 셀 수 없는 많은 이들이 살륙당하였다. 177년, 한이 반격하면서 하육(夏育)을 고류(高柳, 오늘날 산서성 양고현)로 파견하였고, 전안(田晏)을 운중으로 보내었으며, 장민(臧旻)은 남흉노(南匈奴)의 선우(單于)를 거느리고 안문(雁門)으로 출격하였다. '각자 1만 기병을 이끌고 세 길로 장성 2천여리로 나갔다(各將萬騎, 三道出塞二千餘里)'고 하지만, 결국 남흉노와 후한의 군대가 선비의 군대에게 참혹히 패배하였고, 사망자가 10에 7~8이 되었다고 한다.
선비의 인구는 나날이 늘고 농경, 목축, 수렵에 의지하여 생계를 이어나갔으나 부족을 부양하기에는 부족하였다. 단석괴는 순시하면서 오후진수(烏侯秦水)가 수백 리에 이를 정도로 넓고 수중에 물고기가 많지만 잡기 어렵다는 것을 발견하였다. 단석괴는 왜인(倭)이 물고기를 잘 잡는다는 것을 듣고, 기병을 이끌고 동쪽으로 한국(汗國)을 공격하고 한인(汗人) 수천명을 잡았으며, 이들을 오후진수 강안으로 이주시켜 물고기를 잡아 양식으로 보충했다고 한다.
광화(光和) 4년(181) 45세로 사망하였다.

## 참고문헌
- 『후한서(後漢書)』卷90「鮮卑」
- 『삼국지(三國志)』卷30「魏志·烏丸鮮卑東夷傳」
- 『자치통감(資治通鑒)』卷58「漢紀50」

| 이전: {{{before}}} | {{{title}}} | 다음: {{{after}}} |